# Flujo laminar

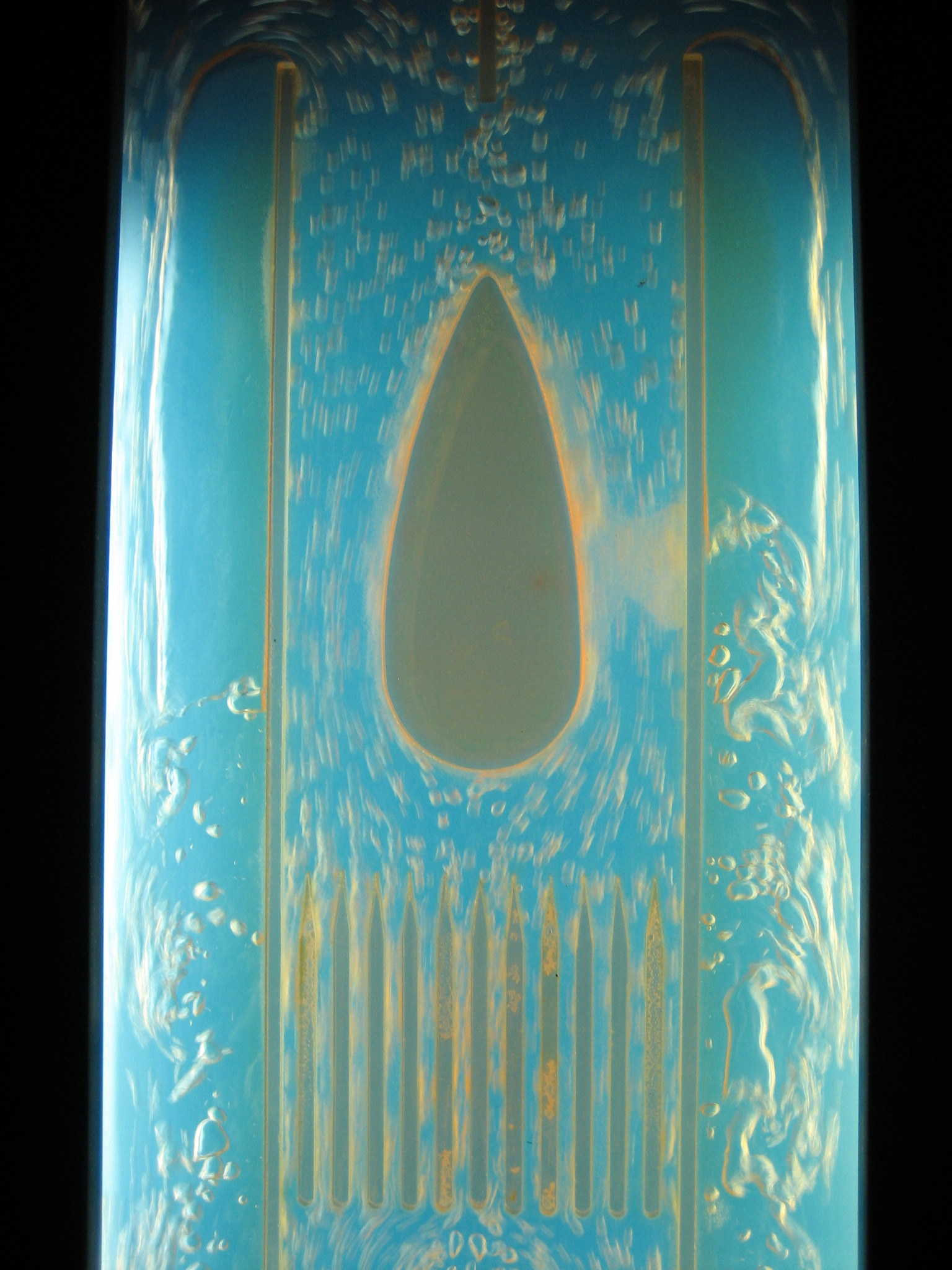
Flujo alrededor de un objeto con perfil aerodinámico visualizado con burbujas de aire, fotografiado en el Museo de Ciencia y Tecnología de Shanghái.

Una esfera en un flujo de Stokes, con un número de Reynolds muy bajo.

Se llama flujo laminar o corriente laminar al movimiento de un fluido cuando este es ordenado, estratificado o suave. En un flujo laminar, el fluido se mueve en láminas paralelas sin entremezclarse y cada partícula de fluido sigue una trayectoria suave, llamada línea de corriente. En flujos laminares, el mecanismo de transporte lateral es exclusivamente molecular.
El flujo laminar es típico de fluidos a velocidades bajas o viscosidades altas, mientras que flujos de fluidos de viscosidad baja, velocidad alta o grandes caudales suelen ser turbulentos. El número de Reynolds es un parámetro adimensional importante en las ecuaciones que describen en qué condiciones el flujo será laminar o turbulento. En el caso de un fluido que se mueve en un tubo de sección circular, el flujo persistente será laminar por debajo de un número de Reynolds crítico de aproximadamente 2040. Para números de Reynolds más altos, el flujo turbulento puede sostenerse de forma indefinida. Sin embargo, el número de Reynolds que delimita flujo turbulento y laminar depende de la geometría del sistema y, además, la transición de flujo laminar a turbulento es en general sensible a ruido e imperfecciones en el sistema.
El perfil laminar de velocidades en una tubería tiene forma de una parábola, donde la velocidad máxima se encuentra en el eje del tubo y la velocidad es igual a cero en la pared del tubo. En este caso, la pérdida de energía es proporcional a la velocidad media, mucho menor que en el caso de flujo turbulento.
El flujo laminar no es erosivo a una escala significativa, por lo que en la erosión laminar es un flujo turbulento el que erosiona.